# Sistema viario di Genova
Il sistema viario di Genova è estremamente articolato a causa della particolare orografia della città, costretta fra il mare e le vicine alture degli Appennini. La conformazione della rete viaria al di fuori del centro cittadino risente anche del fatto che buona parte dei quartieri di Genova erano in passato comuni indipendenti (spesso con insediamenti presenti da secoli e relativa viabilità storica), riuniti nella città attuale solo tra la fine del XIX secolo e l'inizio del XX.
È in fase di progettazione, uno sviluppo della rete autostradale in prossimità dei percorsi autostradali più trafficati.

## La viabilità antica

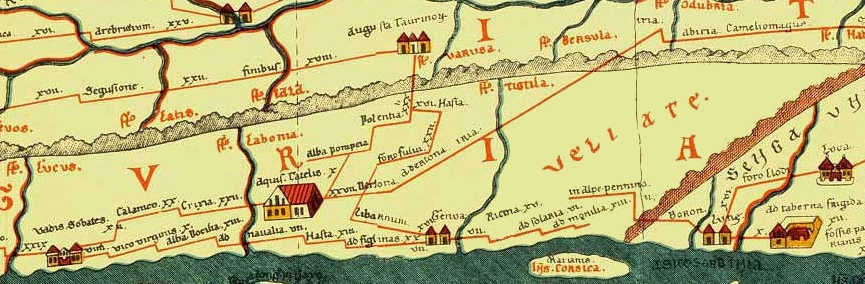
I dintorni di Genova nella Tabula Peutingeriana, un'antica carta romana che mostrava le vie militari dell'Impero (qui in una copia della fine del XIX secolo)

Le ricerche archeologiche effettuate non permettono di avere certezze sulla viabilità più antica, ma fanno ipotizzare che la Genova di allora fosse attraversata da alcune strade romane (il cui percorso potrebbe essere leggermente cambiato nei secoli). Molte delle attuali vie denominate "Strada/Via antica romana" non corrispondono in realtà alla viabilità romana e spesso di tratta dei percorsi medievali.
Per quello che riguarda quello che oggi è il centro della città una delle ipotesi più quotate prevede la biforcazione della strada proveniente dal levante genovese all'altezza dell'attuale spianata dell'Acquasola (dove un tempo vi erano delle necropoli): da qui una strada sarebbe transitata tra il colle di Sant'Andrea e la collina di castello, per giungere alla zona del porto e poi costeggiare la riva, mentre l'altra avrebbe percorso un tragitto più a Nord, attraverso quelli che diverranno i sestieri di Portoria e della Maddalena, ricongiungendosi in quest'ultimo con la prima e proseguendo verso Ponente.

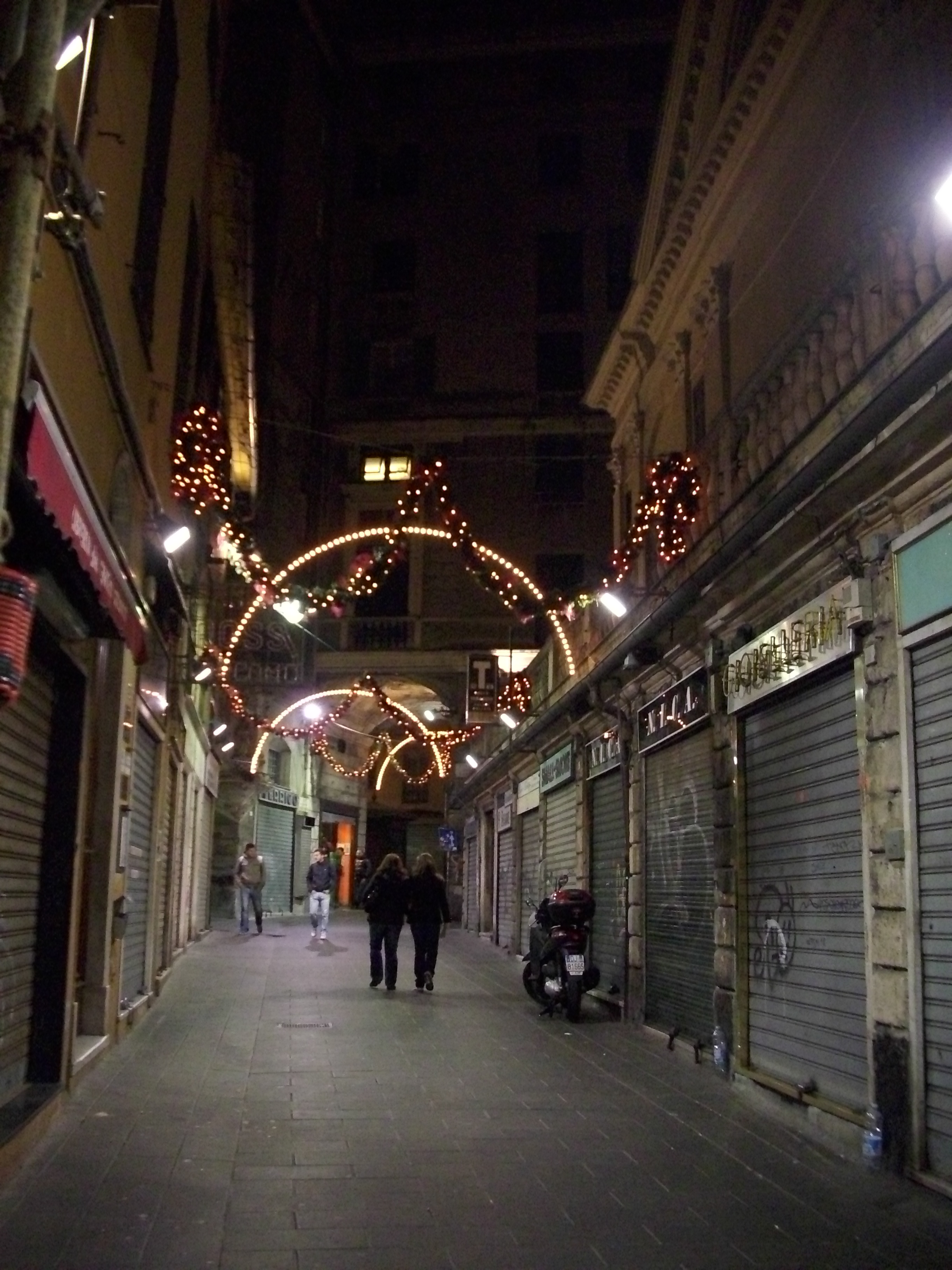
Via San Pietro della porta, a fianco della chiesa di Banchi: sul fondo della strada si nota un archivolto, corrispondente a dove un tempo era presente l'esterno della porta di San Pietro, confine settentrionale delle mura del IX secolo.

Con lo sviluppo medievale si ha un progressivo espandersi della città, ben evidenziato dal progressivo ampliarsi delle mura.
Le mura del IX secolo cingevano una parte ristretta della cittadina, ed erano dotate di 4 porte di accesso: porta di San Pietro (nelle vicinanze dell'attuale chiesa di San Pietro in Banchi); la Porta di Serravalle, posta accanto all'attuale cattedrale di San Lorenzo; la Porta Superana (oggi Porta Soprana, ricostruita nel 1154-64); infine la Porta del Castello, nella zona Sarzano-Santa Croce, presso la chiesa di Santa Croce.
Le duecentesche mura del Barbarossa riprendevano per la parte sud-est il percorso delle mura precedenti, ma si espandevano verso nord-ovest, in modo da inglobare anche la zona del Burgus (borgo), che comprendeva la prima cattedrale, la chiesa di San Siro. Le tre porte principali erano la porta Aurea (distrutta nella seconda metà del XX secolo, nei lavori di riassetto del colle di Piccapietra) verso est, nella zona dell'Acquasola; la già citata porta Soprana, sul piano di Sant'Andrea verso sud-est; infine porta dei Vacca, verso nord-ovest, connessa con la zona del porto e dell'allora centro cittadino tramite le attuali via San Luca (al tempo porticata, nata intorno all'omonima chiesa) e via del Campo, percorso noto nel medioevo come carrubeo recto (vicolo dritto).
Con il trascorrere dei secoli Genova andò ulteriormente allargandosi, inglobando con le sue mura anche altri sestieri, mentre il centro storico diveniva un fitto dedalo di caruggi (vicoli) e crêuze (mulattiere che partivano dal mare per inerpicarsi sulle colline restrostanti, tipiche della Liguria). Con l'aumento della popolazione e dei traffici divenne sempre più pressante la necessità di costruire un sistema di strade che permettesse sia facili spostamenti tra le varie zone cittadine, sia l'attraversamento della città stessa. Queste necessità furono tra i motivi che portarono alla costruzione della Strada Nuova (poi Via Garibaldi) nel XVI secolo, di via Balbi nel XVII secolo (il cui percorso è stato ridotto nel XIX secolo per permettere la costruzione della stazione ferroviaria di Piazza Principle) e della Strada Nuovissima (l'attuale via Cairoli), che dal XVIII secolo le congiunge. La successiva rettificazione di via Giulia del 1825 (ora sostituita da via XX Settembre) e la costruzione di via Carlo Felice (oggi via XXV Aprile) del 1826 completarono l'asse viario destinato all'attraversamento cittadino, da porta San Tommaso (non più esistente, allora confine occidentale delle mura quattrocentesche, nelle vicinanze del palazzo del Principe, che era esterno a queste mura) a porta Pila (confine orientale delle mura seicentesche, oggi non più il loco, ricostruita con mera funzione monumentale sopra la stazione di Brignole), da cui si diramavano le strade per il levante e per la Val Bisagno. Con l'ampliamento urbanistico del 1825 e le successive ulteriori opere urbanistiche della fine del XIX secolo/inizio XX secolo il centro della città assunse l'attuale viabilità. Negli anni '60 del XIX viene anche deciso un riodino della toponomastica cittadina, ad opera di Giuseppe Banchero, che portò alla catalogazione di circa 900 strade. Risultato dell'opera fu la rinominazione di 32 vie e l'introduzione di 86 nuovi toponimi, in alcuni casi relativi a vie di recente istituzione, in altri relativi a vie e strade senza un nome ufficiale. Parte dei nuovi nomi introdotti, si rifacevano a domini posseduti nei secoli passati dalla Repubblica di Genova o da battaglie vinte dall'esercito di questa.
Al di fuori del centro della città la viabilità più antica aveva un percorso più interno rispetto alla linea di costa, trovandosi in una posizione che permetteva di guadare con maggiore facilità i numerosi torrenti e rivi presenti. In epoca romana da Genova partiva la Via Postumia, che collegava la città con Aquileia, passando per la Val Polcevera, attraversando gli Appennini tramite il passo della Bocchetta e proseguendo poi verso la pianura padana, ed era attraversata dalla Via Emilia Scauri, che collegava Luni a Vado Ligure (al tempo Vada Sabatia).

## Il Nodo di Genova
Il cosiddetto nodo di Genova, che rappresenta il più veloce sistema viario della città e del suo agglomerato, è assai articolato per la conformità del territorio, ed è costituito dall'intersezione di quattro autostrade (A10, A26, A7 e A12) nelle quali si innesta una lunga rete stradale interna di scorrimento veloce da Sestri Ponente fino a Nervi, attraverso la continuità di varie arterie, dotate di propri svincoli cittadini, che permettono l'attraversamento rapido della città (Strada di Scorrimento a Mare "Guido Rossa", Lungomare "Giuseppe Canepa", sopraelevata Aldo Moro, viale delle Brigate Partigiane e viale Brigata Bisagno, Pedemontana Corso Europa).
Nel nodo autostradale sono presenti, oltre alle tre intersezioni autostradali, sette svincoli nel territorio comunale, ed altri sei nelle immediate vicinanze.
La Strada di Scorrimento a Mare "Guido Rossa" è raccordata al casello autostradale di "Genova Aeroporto" e percorrere, con alcuni propri svincoli, il quartiere di Cornigliano, allacciandosi attraverso Lungomare "Giuseppe Canepa" (che ha subito un restyling nella seconda metà degli anni 10 del XXI secolo) alla strada sopraelevata. La Guido Rossa e la nuova lungomare Giuseppe Canepa costituiscono il tratto più recente del nodo stradale interno a scorrimento veloce, e rappresentano la normale prosecuzione a ponente della sopraelevata.
Sulla Sopraelevata, che ha origine all'altezza del casello autostradale di Genova Ovest e termine alla Foce, e che risulta allacciata alla nuova strada a mare a scorrimento veloce, sono presenti complessivamente sette svincoli cittadini, tre dei quali concentrati nei pressi del cosiddetto Elicoidale, nel quartiere industriale di Sampierdarena.
Viale Brigate Partigiane, Viale Brigata Bisagno e la strada Pedemontana Corso Europa, nonostante presentino numerosi incroci a raso, alcuni dei quali semaforici, hanno i loro principali raccordi in prossimità della circonvallazione a Mare, della rotatoria Brignole-Val Bisagno-Levante, dell'ospedale San Martino e dell'Istituto Giannina Gaslini, e con le principali strade urbane dei quartieri di Quarto dei Mille, Quinto al Mare e Nervi, per poi confluire nell'Aurelia in direzione Rapallo.
La Pedemontana serve interamente il levante cittadino e lo congiunge al centro della città e all'autostrada, all'altezza del casello di Genova Nervi.
Complessivamente sul nodo di Genova, il limite massimo di velocità è compreso tra i 130 km/h dei tratti autostradali e i 30 km/h di alcuni restringimenti in corso Europa. Corso Europa presenta un limite massimo di velocità di 60 km/h, così come la sopraelevata di 60 km/h, mentre sulla Guido Rossa il limite è di 70 km/h.

### Nodo autostradale

Le quattro autostrade (A7, A10, A12, A26) che originano dal nodo autostradale di Genova.

Dal nodo di Genova partono quattro autostrade, la A7 Autostrada dei Fiori/Serravalle (originariamente nota come Camionale, realizzata negli anni trenta del XX secolo come sostituta della strada statale 35 dei Giovi, collega la città con Milano), la A10 dei Fiori (che collega la città con Ventimiglia), la A12 Azzurra (nel tratto Genova-Rosignano Marittimo) e la A26 dei Trafori (la più recente, che collega il ponente genovese, dal quartiere di Voltri, con la Pianura padana terminando a Gravellona Toce, il cui primo tratto affianca il percorso della strada statale 456 del Turchino).
Le autostrade A7 e A26 sono poi connesse tra di loro sia all'altezza di Novi Ligure, in provincia di Alessandria, sia più a nord, tramite l'A21 nel tratto tra Tortona ed Alessandria.
In ambito urbano una dei punti più notevoli della tratta autostradale, sul percorso dell'A10, nonché spesso collo di bottiglia per la circolazione, era il viadotto sul torrente Polcevera, noto anche come ponte Morandi (dal nome del progettista, l'ingegnere Riccardo Morandi, lunghezza di 1.182 m, un'altezza al piano stradale di 45 m, sorretto da tre pilastri di cemento armato che raggiungono i 90 metri di altezza). Inaugurato nel 1967, dopo 4 anni di lavori, a partire dalla fine degli anni '80 ha necessitato di diversi interventi di manutenzione straordinaria: gli elevati costi di manutenzione avevano fatto ipotizzare, nell'ambito del futuro potenziamento del nodo autostradale genovese, una sua eventuale demolizione. La parte centrale del viadotto è crollata il 14 agosto 2018, costringendo per quasi due anni a far confluire il traffico di attraversamento nella viabilità ordinaria. È stato sostituito nel 2020 dal nuovo Ponte San Giorgio.

#### Dati di traffico
I caselli autostradali presenti sul territorio del comune sono:
| Casello | Autostrada | Veicoli pesanti in ingresso (media giornaliera anno 2006) | Veicoli leggeri in ingresso (media giornaliera anno 2006) | Veicoli pesanti in uscita (media giornaliera anno 2006) | Veicoli leggeri in uscita (media giornaliera anno 2006) | Note |
| --- | ---------- | --------------------------------------------------------- | --------------------------------------------------------- | ------------------------------------------------------- | ------------------------------------------------------- | --- |
| Genova Bolzaneto |            | 2968                                                      | 14308                                                     | 2557                                                    | 11763                                                   | |
| Genova ovest |            | 3941                                                      | 28637                                                     | 3994                                                    | 26507                                                   | Da questo casello, posizionato nel quartiere di Sampierdarena, origina la A7, da cui poi si separano la A10 verso ponente e la A12 verso levante. Gli svincoli che partono del casello lo collegano agevolmente, oltre che con l'Aurelia, anche con la sopraelevata e con il varco del porto di Genova. |
| Genova Aeroporto |            | 2113                                                      | 9289                                                      | 2330                                                    | 11376                                                   | Gli svincoli che portano al casello collegano sia alla zona dell'aeroporto, sia i quartieri di Sestri Ponente e Cornigliano. |
| Genova Pegli |            | 725                                                       | 7217                                                      | 770                                                     | 7552                                                    | |
| Genova Prà |            | 2100                                                      | 8618                                                      | 2168                                                    | 8894                                                    | Fino al 2017 era chiamato Genova Voltri. A poco più di un chilometro dal casello, direzione ponente, vi è la biforcazione dalla quale ha origine la A26. Dal casello è facilmente raggiungibile per i mezzi pesanti il terminal container VTE (Voltri Terminal Europa).                                 |
| Genova est |            | 2029                                                      | 11259                                                     | 2125                                                    | 11 684                                                  | Il casello è posizionato tra i quartieri di Marassi e Staglieno. |
| Genova Nervi |            | 947                                                       | 11700                                                     | 947                                                     | 12200                                                   | Il casello in realtà si trova a cavallo dei quartieri di Quarto dei Mille e Quinto al Mare, in una zona posizionata a nord di Corso Europa. |
| Fonte per i transiti medi giornalieri: Notiziario Statistico, ottobre 2007, pubblicazione dell'Unità Organizzativa Statistica del Comune di Genova |            |                                                           |                                                           |                                                         |                                                         | |

### Sopraelevata e Pedemontana

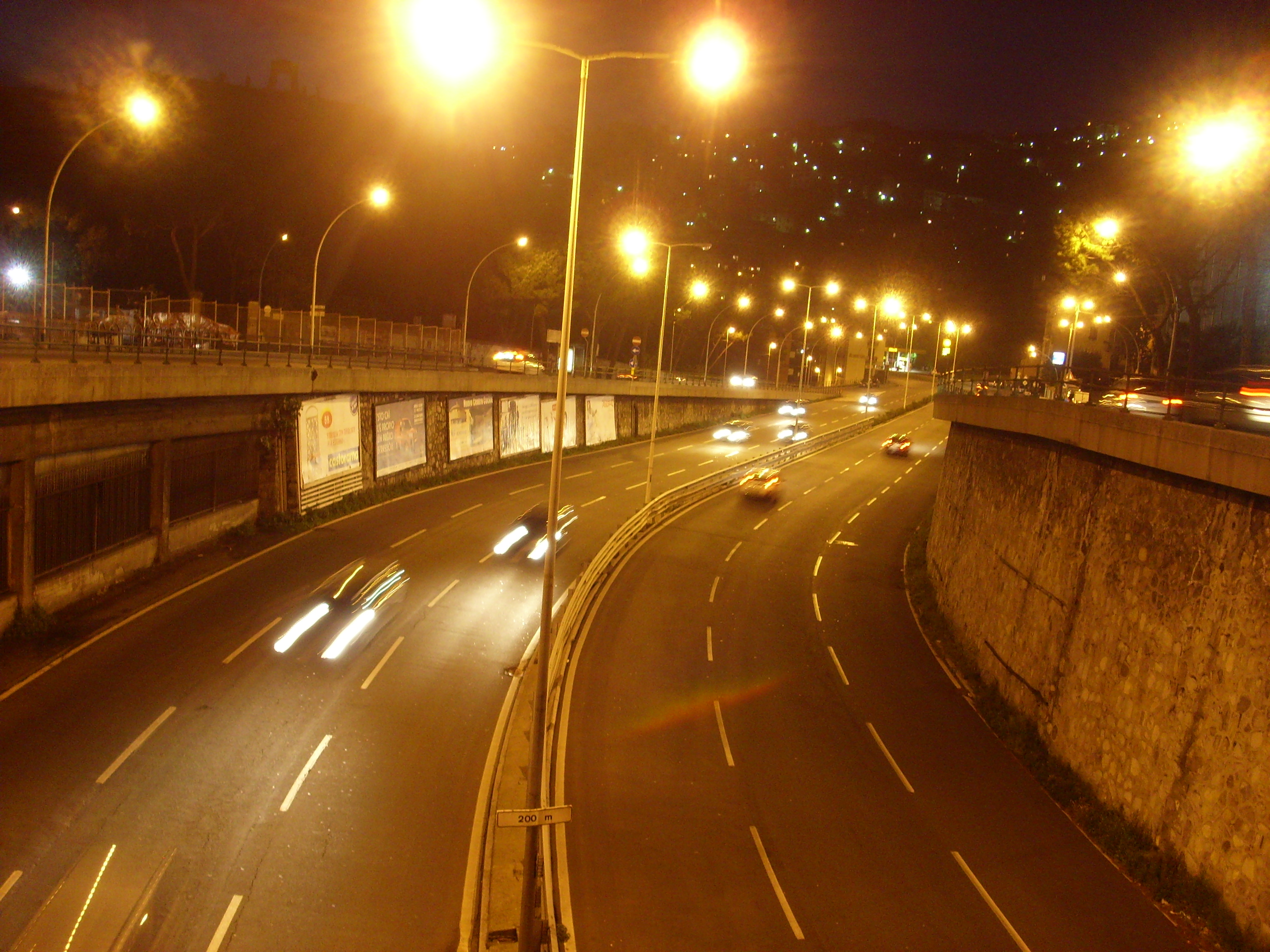
Corso Europa di notte, fotografato da via Angelo Carrara, uno dei cavalcavia che l'attraversano

La città - che da Vesima a Capolungo (presso Nervi) si distende da ovest verso est in un arco di circa trentadue chilometri - non è servita da una vera e propria rete viaria tangenziale ed il nodo autostradale locale è soggetto anche a traffico di tipo pendolare.
Negli anni sessanta sono state costruite due importanti vie di comunicazione cittadine che assolvono alla funzione di tangenziale: la strada sopraelevata, che si estende sopra la zona del porto antico per poi dirigersi verso il quartiere della Foce, e l'arteria a scorrimento veloce di corso Europa, denominata strada pedemontana, che si espande dal quartiere di San Martino in direzione est e che alleggerisce il traffico cittadino verso levante, attraversando tutti i quartieri fino a Nervi.
La sopraelevata, inaugurata il 25 agosto 1965, ha due corsie per senso di marcia, con un limite di velocità di 60 km/h. In direzione levante ha due ingressi nella zona di Sampierdarena (uno dal lungomare Giuseppe Canepa nella zona di San Benigno ed uno da via Cantore) e uscite in corrispondenza del porto antico, della zona di Portoria (tramite un tunnel che taglia in sotterranea il centro cittadino) e infine termina in prossimità della fiera di Genova. Verso ponente inizia in prossimità della fiera, ha un accesso raggiungibile da via Quadrio e piazza Dante e uscite in corrispondenza di via di Francia (quartiere San Benigno) e un secondo che permette di raggiungere sia via Cantore che il casello autostradale di Genova-Ovest
Corso Europa invece attraversa i quartieri di San Martino, Sturla, Quarto dei Mille, Quinto al Mare, per terminare poi a Nervi. Lungo la via o nelle sue immediate vicinanze trovano sede, fra gli altri, lo Stadio Carlini, l'Ospedale San Martino, principale nosocomio regionale, la sede RAI per la Liguria, il Piccolo Cottolengo Don Orione e l'ottocentesco monastero di clausura della Visitazione di Santa Maria. Negli anni ottanta era stata ipotizzata la realizzazione di una tranvia o di un people mover sopraelevato, lungo corso Europa, ma nel decennio successivo si decise per una corsia preferenziale protetta per gli autobus, più economica e di più facile realizzazione, situata per buona parte del percorso nelle corsie centrali della carreggiata, con la creazione di apposite pensiline per l'attesa dei mezzi. La carreggiata ha due o tre corsie per senso di marcia e un limite di velocità che varia dai 30 km/h ai 60 km/h.
Le due arterie, pur se spesso anch'esse congestionate, consentono di alleggerire il centro della città e la strada a mare del levante cittadino dal flusso continuo dei veicoli. Invece il flusso veicolare verso i sobborghi occidentali, le valli del genovesato e l'entroterra è garantito dal nodo autostradale.

## Circonvallazioni

### Circonvallazione a monte e a mare

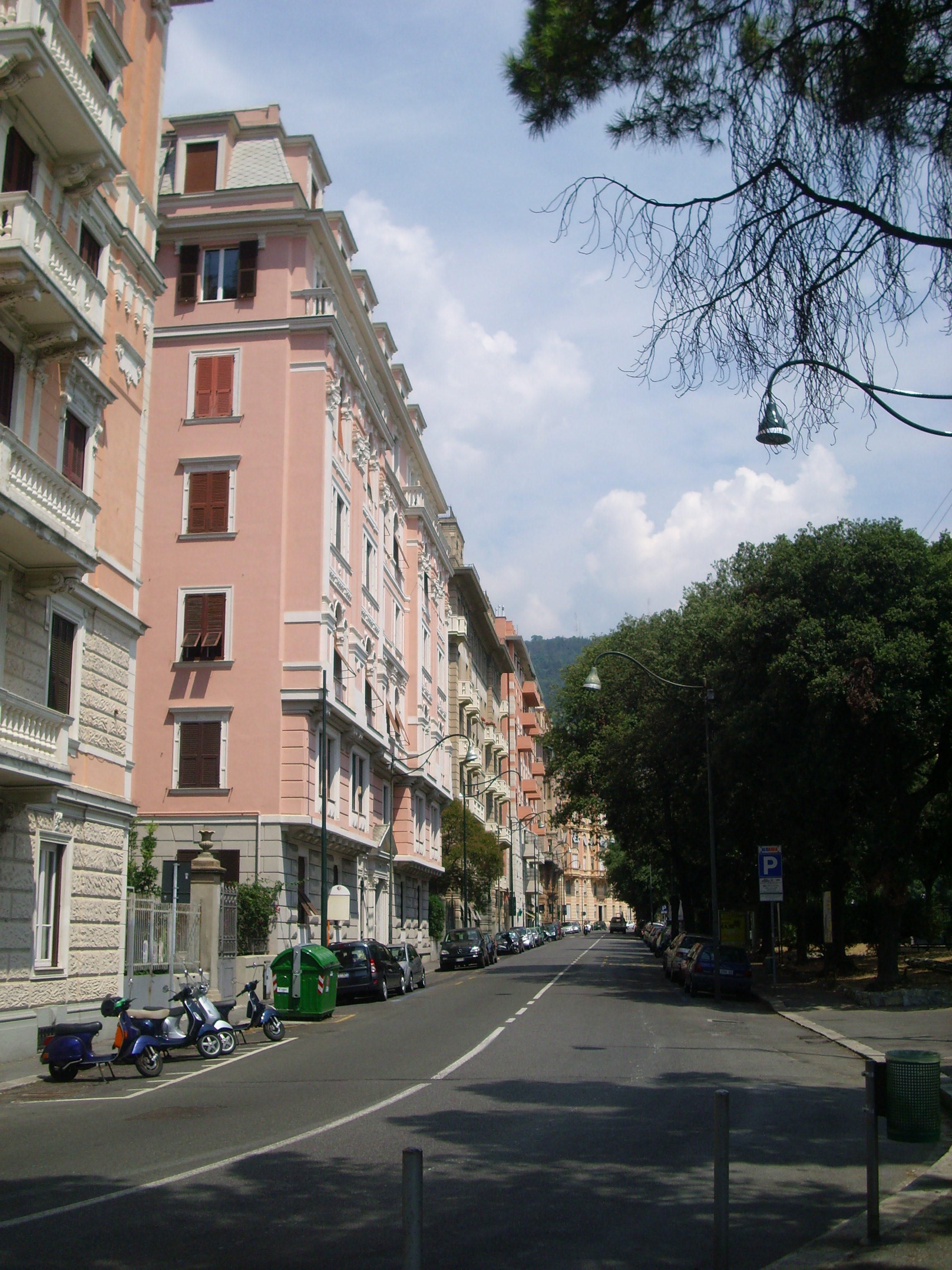
Corso Firenze, nel quartiere di Castelletto

I quartieri residenziali collinari del centro sono collegati tra loro senza soluzione di continuità tramite la rete urbana denominata circonvallazione a Monte. Quest'ultima congiunge i principali corsi del quartiere  di Castelletto (corso Firenze, corso Magenta, corso Solferino). La circonvallazione a Monte è poi collegata con il centro storico e con la parte bassa della città attraverso una serie di strade, spesso tortuose, che discendono a valle accompagnate da scalinate e antiche creuze, oltre a diversi ascensori e funicolari gestiti dall'Azienda Mobilità e Trasporti di Genova. Le strade stesse, come il quartiere, vedono la loro forma attuale come frutto dell'espansione edilizia iniziata alla fine del XIX secolo e durata fino alla seconda metà del XX secolo.
Sul lato mare, la circolazione che collega la zona del porto antico al quartiere fieristico della Foce, è garantita, in alternativa alla strada sopraelevata, dalla circonvallazione a Mare che scollina a Carignano lungo il corso intitolato ad Aurelio Saffi, costruito nell'ultimo decennio del XIX secolo sui resti delle mura del XVII secolo.
La parte verso ponente del porto, in direzione della Lanterna e del Matitone, siti nel quartiere di San Benigno, sempre in alternativa alla strada sopraelevata, è collegata attraverso con il centro tramite via Gramsci, via Bruno Buozzi e via Milano, le ultime due poste di fronte ai terminal dei traghetti.

### Corso Italia

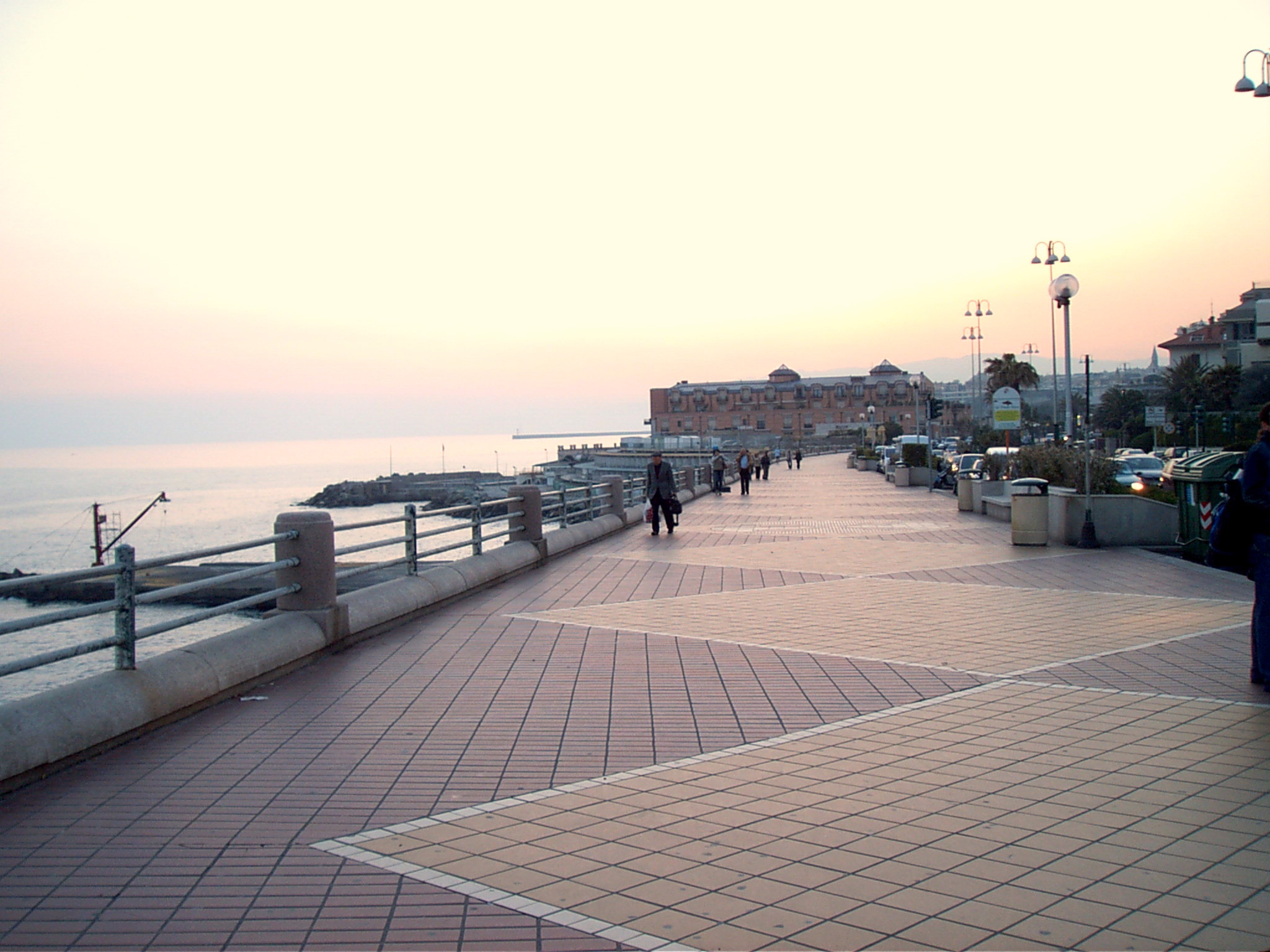
La passeggiata di corso Italia, all'approssimarsi del tramonto.

Ancora a levante, la lunga promenade di corso Italia, passeggiata tipica dei genovesi, congiunge la zona della Foce, dove un tempo sorgevano le località balneari della Cava e della Strega, che hanno lasciato il posto dopo la seconda guerra mondiale al Palazzo dello Sport e al quartiere fieristico, a quella più pittoresca di Boccadasse. Ancora oggi lungo la strada vi sono numerosi stabilimenti balneari, oltre alle uniche spiagge libere del centro della città.
La strada ha due corsie per direzione, separate da un'aiuola, ed ha subito una completa riqualificazione alla fine degli anni ottanta, nell'ambito dei lavori effettuati in occasione dei mondiali di calcio di Italia '90 e delle Colombiadi del 1992.

## Progetti futuri e passati
Negli anni ottanta, nell'ambito dei lavori per le Colombiadi del 1992, era stata avanzata dalla Cmf Sud di Livorno (una controllata di Italimpianti) la proposta di realizzare un ponte di lunghezza superiore al chilometro, che collegasse la zona di San Benigno, con il suo varco portuale ed il vicino casello di Genova-Ovest, con l'altro lato del porto, oltre il bacino delle Grazie. A levante il ponte sarebbe stato collegato, tramite nuove strutture viarie e una lunga galleria, con il casello di Genova-Est, attraversando perpendicolarmente tutta la città. Lo scopo di quest'opera sarebbe stato quello di alleggerire il traffico sulla sopraelevata e di evitare l'attraversamento della città ai mezzi pesanti diretti o provenienti dal porto e dalla fiera di Genova. Al tempo non si era ancora tuttavia previsto un abbattimento parziale o totale della sopraelevata, inaugurata poco più di 20 anni prima, ipotesi che invece è stata più volte avanzata dagli anni novanta in poi.
L'ipotesi di un ponte sul porto o di un tunnel sottomarino, a sostituzione totale o parziale della sopraelevata, non è comunque tramontata e torna periodicamente nelle discussioni relative alla viabilità delle amministrazioni locali. La decisione finale, oltre a dipendere dalle disponibilità finanziarie per realizzare l'opera, è comunque strettamente legata ai previsti lavori di potenziamento viario della zona di San Benigno (dove, in caso di problemi nel porto, i tir incolonnati in attesa dell'ingresso generano gravi problemi alla circolazione) e all'eventuale realizzazione della gronda autostradale con il riutilizzo o meno dell'attuale percorso come tangenziale cittadina, entrambe opere che potrebbero influire pesantemente sui flussi veicolari all'interno della città.

### Gronda di Genova
Da anni, è oggetto di studi di progettazione e di varie controversie politico-sociali la costruzione di una circonvallazione, chiamata Gronda, che snellisca il traffico nei tratti di autostrada adiacenti Genova. La Gronda di Ponente dovrebbe esser divisa in due parti, di cui la prima dovrebbe avere origine da Genova Vesima sull'A10 Autostrada dei Fiori, arrivare nei pressi del casello di Genova Ovest sulla A12 Autostrada Azzurra e avere varie interconessioni con la A26 e la A7, i vari progetti hanno in comune l'interconessione di Genova Voltri e il nodo di San Benigno.
La Gronda di Levante invece dovrebbe collegare Chiavari con l'A7 passando per la val Fontanabuona e toccando San Colombano Certenoli e Moconesi, anche se il progetto approvato dalla Regione Liguria arriva a toccare Bargagli in Valbisagno, per snellire il traffico sulla A7 e sulla A12.